# Das Tal des Himmels
Das Tal des Himmels (Originaltitel: The Pastures of Heaven) ist ein Roman des US-amerikanischen Schriftstellers John Steinbeck, der im Frühherbst 1932 erschien. Er ist eine der ersten größeren Veröffentlichungen Steinbecks. Der Roman besteht aus zwölf in sich abgeschlossenen Geschichten, die über einzelne wiederkehrende Charaktere teilweise miteinander verbunden sind. Inhaltlich beschreibt er Szenen aus dem Leben verschiedener Bewohner eines Tals in Kalifornien.

## Entstehungsgeschichte

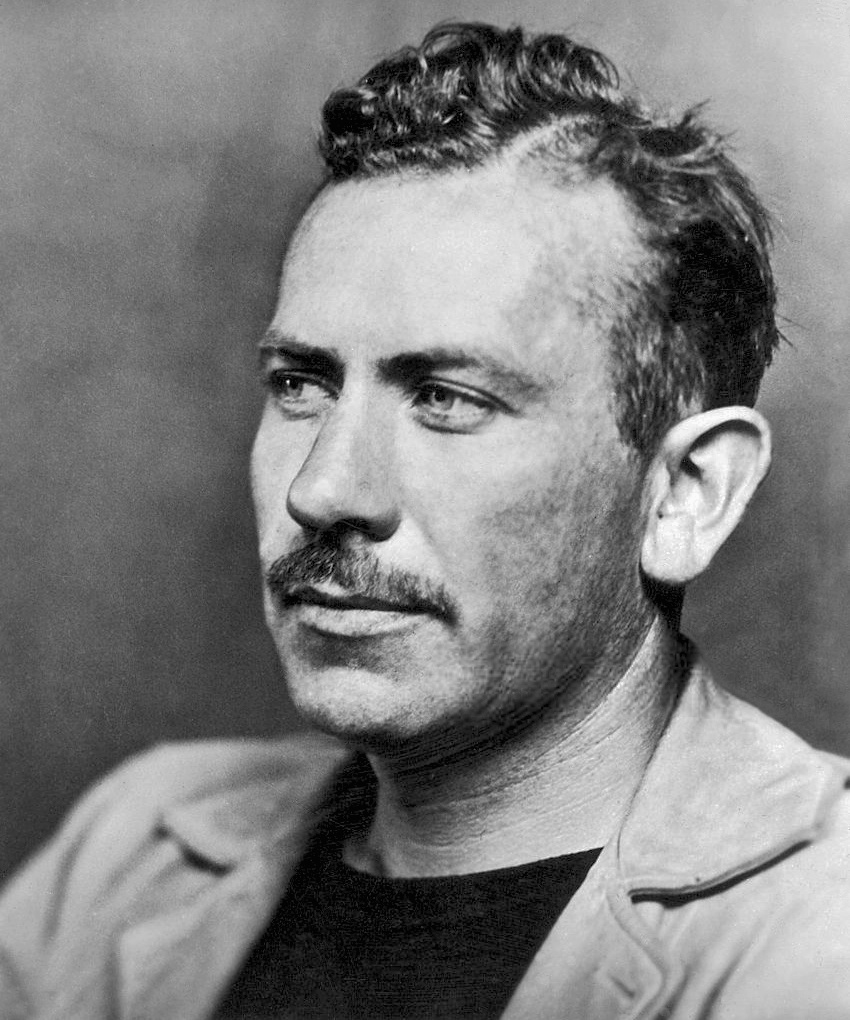
John Steinbeck in den 1930er-Jahren

Der 1902 im kalifornischen Salinas geborene Steinbeck bemühte sich seit den 1920er-Jahren um eine Karriere als Schriftsteller. Er besuchte Kurse in kreativem Schreiben an der Stanford University, erwarb aber keinen Abschluss. Seinen Lebensunterhalt verdiente er als Journalist, Touristenführer und Gelegenheitsarbeiter auf Farmen und im Straßenbau. Die Menschen dieses Milieus stellte er später vielfach ins Zentrum seiner Bücher.
1929 veröffentlichte Steinbeck seinen ersten Roman. Eine Handvoll Gold (Originaltitel: Cup of Gold: A Life of Sir Henry Morgan, Buccaneer, with Occasional Reference to History) ist ein historischer Roman, der die Geschichte des Freibeuters Henry Morgan nachzeichnet. Er blieb in der Öffentlichkeit und in der Kritik weitgehend unbeachtet und war ein finanzieller Misserfolg. Steinbeck wandte sich daraufhin der Erzählform Kurzgeschichte (Short Story) zu, die in dieser Zeit ihren ersten Höhepunkt erlebte und als „besonders amerikanische Form der Literatur“ wahrgenommen wurde; viele amerikanische Zeitungen veröffentlichten zu dieser Zeit regelmäßig Kurzgeschichten in ihren Feuilletons. Das Tal des Himmels, Steinbecks zweites Werk, enthält wesentliche Elemente der Kurzgeschichte, wurde aber als Roman bezeichnet. Das Buch erhielt positive Kritiken, war aber kommerziell erfolglos. Gleiches gilt für die 1933 erschienenen Bücher Das Rote Pony (The Red Pony) und Der fremde Gott (To A God Unknown). Erst mit Tortilla Flat (1935) gelang Steinbeck der Durchbruch als Schriftsteller. In diesem Buch wiederholte er einige Elemente aus dem Tal des Himmels, unter anderem die Darstellung ungewöhnlicher Charaktere.

## Örtlichkeiten

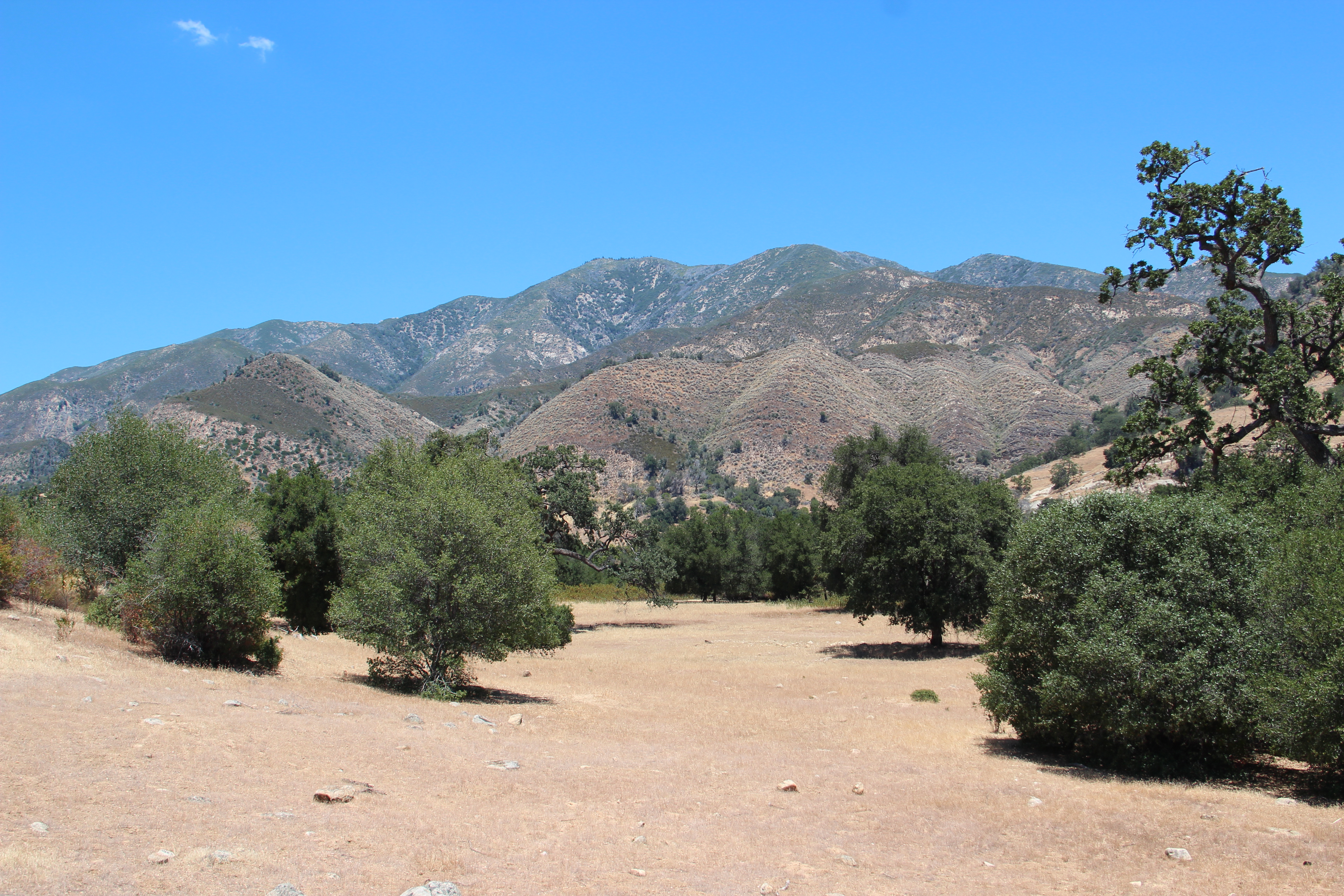
Landschaft im Monterey County

Das von Steinbeck beschriebene Tal des Himmels liegt im Monterey County an der kalifornischen Pazifikküste, einer Region, in der Steinbeck den überwiegenden Teil seines Lebens verbrachte und in der viele seiner späteren Geschichten angesiedelt sind. Die konkrete Vorlage für das Tal des Himmels gab das zwischen den Städten Monterey und Salinas gelegene Tal Corral de Tierra Valley.

## Charaktere
- Bert Munroe, seine Frau, sein Sohn Jimmie und seine Tochter Mae
- Edward Wicks, genannt Shark, und seine Tochter Alice
- Tularecito, ein Landarbeiter
- Helen van Deventer und ihre Tochter Hilda
- Junius Maltby und sein Sohn Robbie
- Rosa und Maria Lopez, zwei Prostituierte
- Molly Morgan, eine Lehrerin
- Raymond Banks, ein Farmer
- Pat Humbert, ein Farmer
- Richard Whiteside, sein Sohn John und sein Enkel William

## Inhalt
Das Tal des Himmels besteht aus zwölf Kapiteln. Es gibt keine Kapitelüberschriften oder Titelzeilen; die Kapitel sind lediglich mit römischen Zahlen fortlaufend durchnummeriert. Inhaltlich lassen sich aber zumindest zehn Kapitel einer Person oder einer Familie zuweisen, die jeweils schwerpunktmäßig beschrieben wird.

### Erstes Kapitel (Prolog)
Im Jahr 1776 entdeckt ein spanischer Korporal, der sich mit seinem Trupp auf der Suche nach entflohenen indianischen Sklaven befindet, zufällig ein in den Bergen verstecktes, von Menschen unberührtes fruchtbares Tal, das er für das von Gott verheißene „Tal des Himmels“ hält. In den folgenden Jahren vergisst er das Tal nicht. Er stirbt an den Folgen der Beulenpest, bevor er wieder dorthin zurückkehren kann.

### Zweites Kapitel (Bert Munroe)
Das zweite Kapitel beschreibt die Geschichte der Battle Farm, die in der Mitte des Tales gelegen ist. Nach dem Tod George Battles, der die Farm in der zweiten Hälfte des 19. Jahrhunderts aufgebaut hat, übernimmt dessen Sohn John das Anwesen. Der an „Epilepsie und religiösem Wahnsinn leidende“ John hat zuvor als Missionar und Wanderprediger gelebt. Er lässt die Farm verkommen und widmet sich ganz dem Kampf gegen Dämonen. Er stirbt letztlich an dem Biss einer Klapperschlange, die er für einen Dämon gehalten hat. Nachdem die Farm zwei Jahrzehnte lang leer gestanden hat und das Gebäude in der Fantasie der Talbewohner zu einem Geisterhaus geworden ist, kauft Bert Munroe das Anwesen, der nach mehreren privaten und beruflichen Schicksalsschlägen hier zur Ruhe kommen will. Er zieht mit seiner Frau und seinen drei Kindern – dem geistig zurückgebliebenen Manny, der attraktiven, koketten Mae und dem draufgängerischen Jimmie – auf die Battle Farm. Bert Munroe wird zu einer Kernfigur der folgenden Kapitel.

### Drittes Kapitel (SharkWicks)
Edward Wicks, genannt Shark, erzählt, dass er mit Unternehmensanteilen spekuliert. Er verfolgt die Kursentwicklungen und dokumentiert Gewinne und Verluste in einem Kassenbuch. Er gibt den anderen Talbewohnern Empfehlungen zu Anlagemöglichkeiten und gilt als der wohlhabendste Mann des Tals. Seine Tochter Alice ist außerordentlich schön, aber einfältig. Shark achtet peinlich genau auf die Wahrung ihrer Jungfräulichkeit. Als er überraschend für ein Wochenende verreisen muss, um eine Erbschaft anzutreten, verabredet sich Alice mit dem als Wüstling verschrienen Jimmie Munroe zum gemeinsamen Besuch einer Tanzveranstaltung. Nachdem Shark davon erfahren hat, versucht er, Jimmie Munroe zu erschießen, wird aber, bevor es dazu kommt, von den Männern des Tals überwältigt. Der Sheriff setzt eine „Friedensbürgschaft“ in Höhe von 10.000 $ gegen ihn fest, denn „Shark ist ein wohlhabender Mann“. Tatsächlich kann Shark die Bürgschaft nicht erbringen, weil er „keinen Cent“ hat: Seine Spekulationen waren reine Scheinbuchungen gewesen, denen keine wirklichen Aktiengeschäfte zugrunde lagen. Nach Aufklärung des Sachverhalts verlässt Shark mit seiner Familie das Tal.

### Viertes Kapitel(Tularecito)
Im vierten Kapitel geht es um das Findelkind Tularecito (deutsch etwa: kleiner Frosch), einen verwachsenen, geistig zurückgebliebenen, aber äußerst starken Jungen unklarer, möglicherweise indigener oder mexikanischer Herkunft. Tularecito ist als Säugling auf die Farm von Franklin Gomez gekommen, wo er nach einigen Jahren für körperliche Arbeit eingesetzt wird. Als Sechsjähriger kann er die Arbeit eines Erwachsenen verrichten, entwickelt sich aber geistig nicht über das Stadium eines Kleinkinds hinaus. Er ist gutmütig, wird aber zornig und gewalttätig, wenn jemand ein Werk, das er geschaffen hat, vernichtet. Zwangsweise eingeschult, lernt er in der Schule trotz der Bemühungen der Lehrerin Molly Morgan nichts und beschäftigt sich nur damit, naturgetreue Bilder von Tieren an die Tafel zu malen. Wenn seine Bilder abgewischt werden, wird er aggressiv. Tularecito glaubt, er stamme von Gnomen ab, die unter der Erde leben. Nachts gräbt er unbemerkt tiefe Löcher, um im Erdreich nach „seinen Leuten“ zu suchen. Als Bert Munroe eines seiner Löcher wieder mit Erde auffüllt, schlägt Tularecito ihn fast tot. Ein Gericht weist ihn daraufhin dauerhaft in eine Anstalt für kriminelle Geisteskranke ein.

### Fünftes Kapitel (Helen van Deventer)
Das fünfte Kapitel erzählt die Geschichte von Helen van Deventer und ihrem „Hunger nach Tragik“. Sie ist drei Monate lang verheiratet, als ihr Mann Hubert, ein passionierter, aber erfolgloser Jäger, überraschend stirbt. Sechs Monate nach seinem Tod bringt sie die gemeinsame Tochter Hilda zur Welt, die im Laufe der Kindheit eine schizophrene Psychose entwickelt. Das Kind hat Visionen von Menschen und Tieren, schreit und wird aggressiv. Statt sie, wie der Hausarzt empfiehlt, in eine Anstalt zu geben, betreut Helen van Deventer ihre Tochter zu Hause; sie gefällt sich in der Rolle der aufopfernden Leidenden. Um dem Kind eine Änderung des Umfelds zu ermöglichen, ziehen beide aus der Stadt ins Tal des Himmels. Sie leben dort mit einem geduldigen chinesischen Diener in einem teuren, abgelegenen Haus mit vergitterten Fenstern. Die inzwischen 15-jährige Hilda fantasiert immer stärker. Sie lebt eingeschlossen in einem Zimmer, versucht, durch Schreie auf sich aufmerksam zu machen, und will jeden, der sie befreit, heiraten. Am Abend nach einem Höflichkeitsbesuch Bert Munroes auf der Farm der van Deventers bricht Hilda aus und verschwindet. Ihre Mutter nimmt daraufhin eine Jagdflinte ihres verstorbenen Mannes und verlässt ebenfalls das Haus. Am nächsten Tag wird Hilda van Deventer mit einer Schussverletzung tot an einem Bach gefunden, das Gewehr neben sich. Der Richter behandelt den Fall als Suizid, ausgelöst durch die Erkrankung des Kindes. Ob Hilda van Deventer in Wirklichkeit von ihrer Mutter getötet wurde, bleibt offen.

### Sechstes Kapitel (Junius Maltby)
Junius Maltby arbeitet als Büroangestellter in San Francisco, als gesundheitliche Einschränkungen einen Wechsel aufs Land angezeigt erscheinen lassen. Er kauft im Tal des Himmels eine Farm. Bald entwickelt Maltby eine ausgesprochene Trägheit, wegen derer die Farm verkommt. Maltby verbringt die Tage lesend und philosophierend am Fluss. Er heiratet eine Witwe, mit der er den gemeinsamen Sohn Robert („Robbie“) bekommt. Da sie kurz nach der Geburt des Kindes stirbt, zieht Junius Maltby das Kind allein auf; Robbie übernimmt den Lebensstil seines Vaters. Beide leben in extremer Armut, ihre Kleidung ist heruntergekommen. Robbie entwickelt sich zu einem intelligenten Jungen. In der Schule wird er, auch wenn er erkennbar anders ist als die anderen Kinder, respektiert und geschätzt. Die Lehrerin Molly Morgan besucht Junius Maltby mehrfach auf seiner Farm; gemeinsam philosophieren sie am Fluss. Die Familien Munroe und Whiteside bringen Robbie gegen den Rat der Lehrerin ordentliche Kleidung. Als Robbie diese Kleidung in der Schule sieht, wird ihm erstmals bewusst, dass er arm ist. Er läuft weinend aus der Schule. Junius Maltby erkennt, dass sein Sohn „schon zu lange wie ein Tier gelebt hat“, und entscheidet sich, mit Robbie nach San Francisco zu ziehen, um dort wieder einer Arbeit nachzugehen und seinem Sohn ein besseres Leben zu ermöglichen.

### Siebtes Kapitel (Rosa und Maria Lopez)
Die Schwestern Rosa und Maria Lopez bewohnen den am wenigsten fruchtbaren Teil des Tals des Himmels. Der Boden gibt nicht genug her, um den Lebensunterhalt der beiden zu sichern. Um eine neue Einnahmequelle zu erschließen, eröffnen sie ein kleines Restaurant. Darin bieten sie Tortillas nach Art ihrer verstorbenen Mutter an; sie halten sie für die besten Tortillas der Welt. Weil auch dieses Geschäft schlecht läuft („Der Umsatz kam nicht sturmartig; tatsächlich kam er fast überhaupt nicht“) entscheidet sich Rosa, Geschlechtsverkehr mit ihren Kunden zu haben, um sie zu „ermuntern“, mehr Tortillas zu bestellen. Wenig später schließt sich Maria an. Auf diese Weise haben sie schließlich Erfolg, der ihnen einen luxuriösen Lebensstil ermöglicht. Nach jeder Ermunterung beichten sie ihre Sünden der Jungfrau Maria, denn „Sünden dürfen sich nicht anhäufen“. Beschwerden der Anwohner zwingen den Sheriff allerdings dazu, das Etablissement zu schließen. Rosa und Maria Lopez verlassen daraufhin das Tal des Himmels und arbeiten künftig in der Stadt als Prostituierte.

### Achtes Kapitel (Molly Morgan)
Molly Morgan ist Lehrerin. Ihr Vater war Seemann, der während ihrer Kindheit nur zweimal im Jahr nach Hause kam, bei jeder Rückkehr aber viele Geschenke mitbrachte. Irgendwann kam der Vater nicht mehr. Während die Mutter den Vater für tot hielt, glaubt Molly Morgan daran, dass er auf einer langen Reise ist und irgendwann wiederkommt. Als junge Lehrerin lässt sie sich von der örtlichen PTA im Tal des Himmels anstellen. Es kommt zur Krise, als Bert Munroe in größerer Runde von seinem alkoholkranken Knecht erzählt, der in früheren Jahren weit gereist war und viele Abenteuer erlebt hat. In regelmäßigen Abständen geht er nun nach Salinas und betrinkt sich. Bei seiner Rückkehr hat er immer ein Geschenk für Munroes Sohn Manny dabei. Molly Morgan hält es für möglich, dass dieser Knecht ihr verschollener Vater ist. Die Situation macht ihr Angst. Sie fragt nicht nach dem Namen des Knechts, und um ihm nicht zufällig über den Weg zu laufen, verlässt sie das Tal des Himmels.

### Neuntes Kapitel (Raymond Banks)
Raymond Banks ist der erfolgreichste Farmer im Tal des Himmels. Neben der Landwirtschaft betreibt er auch eine umfangreiche Hühnerzucht. Er ist beliebt im Tal; die Kinder besuchen ihn gerne, die Jungen insbesondere zur Schlachtzeit. Banks fungiert regelmäßig als Zeuge bei Hinrichtungen im Gefängnis San Quentin. Von Banks’ Erzählungen beeindruckt, bemüht sich Bert Munroe darum, ihn einmal zu einer Hinrichtung zu begleiten. Banks ermöglicht das mit einigen Mühen. Vor der Abreise kommen Munroe, der sich an die verunglückte Schlachtung eines Truthahns in seiner Jugend erinnert, Bedenken, und er entscheidet sich, nicht zu gehen. Banks ist zunächst verärgert, nimmt dann aber seinerseits nicht an der Hinrichtung teil. Er verurteilt Munroe dafür, ihn mit der Angst angesteckt zu haben.

### Zehntes Kapitel (Pat Humbert)
Als Pat Humbert auf einer Farm im Tal des Himmels geboren wird, sind seine Eltern „schon in den mittleren Jahren“. Im Laufe der Jahre ziehen sie sich in ihr Wohnzimmer zurück und übertragen Pat die gesamte Arbeit. Alt und kränklich, sind sie neidisch „auf die Jugend, weil sie keine Schmerzen kennt“, und halten Rheumatismus für den angemessenen Preis, den das Leben für die Weisheit des Alters fordert. Sie lassen sich von Pat aufopfernd pflegen und diktieren auch sonst sein Leben. Als der unverheiratete Pat 30 Jahre alt ist, sterben Mutter und Vater kurz nacheinander. Nach ihrem Tod verschließt Pat das Wohnzimmer der Eltern und betritt es nicht wieder. In der Folgezeit ist er sehr gesellig, wird aber nicht zum festen Teil einer bestimmten Gruppe. Nachts träumt er quälend von seinen Eltern. Eines Tages erfährt er, dass sich Bert Munroes Tochter Mae lobend über das Äußere seines Farmgebäudes geäußert habe. Mae nimmt daraufhin eine zentrale Rolle in seiner Gedankenwelt ein. Ohne mit ihr gesprochen zu haben, beginnt er, das Innere seines Hauses für sie zu renovieren und nach dem Studium von Prospekten und Hochglanzmagazinen geschmackvoll und hochwertig auszustatten. In seiner Vorstellung werde Mae, wenn sie das renovierte Interieur sieht, beeindruckt und bereit sein, eine Beziehung mit ihm einzugehen. Als das Haus fertiggestellt ist, geht Pat zu den Munroes, um Mae erstmals anzusprechen und zu sich einzuladen. Dabei platzt er in eine Party, auf der Maes Verlobung mit Bill Whiteside gefeiert wird.

### Elftes Kapitel (Richard und John Whiteside)
Richard Whiteside ist einer der ersten Siedler im Tal des Himmels. Sein Ziel ist es, an diesem Ort eine Familiendynastie zu gründen, die die Farm von Generation zu Generation weiterreicht. Sein Sohn John setzt die Linie fort, dessen Sohn William („Bill“) hingegen hat keine Neigung zur Landwirtschaft und will auch nicht im Tal des Himmels leben. Nach der Eheschließung mit Mae Munroe ziehen beide nach Monterey. Bill wird dort ein erfolgreicher Geschäftsmann. Seine Eltern missbilligen diese Entwicklung, lassen ihn aber in der Erwartung gehen, er werde schon noch zur Vernunft kommen. Eines Tages brennt John Whiteside ein Gebüsch nieder, um weiteres Ackerland für seine Farm zu gewinnen. Durch einen unglücklichen Zufall springt ein Funken auf das nicht weit entfernt stehende Farmhaus über, das daraufhin komplett abbrennt. John Whiteside verfolgt den Untergang des Traums zweier Generationen. Er erkennt, dass sich das Leben geändert hat, verlässt das Tal des Himmels und zieht zu seinem Sohn nach Monterey.

### Zwölftes Kapitel (Epilog)
Ein Touristenbus hält oberhalb des Tals des Himmels. Die Touristen sehen auf das Tal und machen sich unterschiedliche Gedanken. Ein Geschäftsmann stellt sich den Gewinn vor, den er mit dem Verkauf von Grundstücken und Immobilien im Tal erreichen könnte; ein junges Paar sieht das Tal als einen Platz an, an dem es friedlich leben könne, wenn nicht ihre Freunde erwarten würden, dass der Mann hart arbeitet und sich einen Namen macht; ein Priester stellt sich vor, er könne im Tal unter friedlichen Menschen leben und einfache Gottesdienste abhalten; ein alter Mann sieht darin einen Platz, an dem er einfach sitzen und über den Sinn seines Lebens nachdenken könne; der Busfahrer schließlich glaubt, im Tal sei mit Landwirtschaft leichtes Geld zu verdienen. Die grundsätzlich positiven Einschätzungen der Reisenden stehen im Gegensatz zu den Tragödien der Talbewohner, die Steinbeck in den vorangegangenen Kapiteln geschildert hat.

## Analyse

### Form
Das Tal des Himmels wurde vom Verleger als Roman (novel) bezeichnet. Tatsächlich ist es eine Hybridform aus Kurzgeschichtensammlung und Roman (Short Story Cycle). Die Charaktere und Handlungsstränge sind dezentralisiert, sodass jedes Kapitel für sich genommen als eigenständige Kurzgeschichte bestehen kann. Allerdings umklammert das Tal als gemeinsamer Schauplatz alle Geschichten. Zudem sind einige Personen über mehrere Kapitel miteinander verbunden. Kerncharaktere des Romans sind die Mitglieder der Familie Munroe. In vielen der einzelnen Kurzgeschichten spielen Bert Munroe oder Familienmitglieder, auch wenn sie jeweils nicht die Hauptfiguren sind, eine maßgebliche Rolle, indem sie an verschiedenen Stellen Weichen für die Entwicklungen anderer Charaktere stellen. Durch diese Verbindung durchbricht Steinbeck die herkömmliche Praxis für Short Stories, sodass das Tal des Himmels mehr ist als nur eine Aneinanderreihung von Kurzgeschichten. Allerdings fehlt ein durchgehender Handlungsstrang, sodass in der Gesamtheit keine erzählerische Einheit entsteht.

### Inhalt
Das Scheitern ist ein Kernmotiv des Romans. Fast alle Charaktere müssen erleben, dass ihre Pläne, ihre Vorstellungen und ihr Leben zusammenbrechen. Shark Wicks, Helen van Deventer, Molly Morgan, Raymond Banks, Pat Humbert und John Whiteside erfahren erniedrigende, schmerzvolle Wendungen, die vielfach einen kompletten, ungeahnten Neuanfang erforderlich machen. Teilweise brechen Fassaden zusammen (Shark Wicks), teilweise gewinnen Dämonen der Vergangenheit (Molly Morgan). In dem Kapitel über Tularecito beschreibt Steinbeck die unterdrückte Gegenwart der indigenen Bevölkerung in einem kolonialisierten Land. Bei ihm gewinnt ebenso wie bei Robbie Maltby scheinbar die bürgerliche Moral; der Preis dafür sind zerstörte Leben. Beide werden gleichermaßen durch das Schulsystem aus ihrem gewohnten Leben gerissen und zerstört: Das Verlangen der Gesellschaft nach Anpassung vernichtet ihre Selbstwahrnehmung und ihr persönliches Glück; Tularecito wird das Leben in der Gesellschaft durch Einweisung in eine Irrenanstalt sogar dauerhaft verwehrt. Rosa und Maria Lopez werden ebenfalls Opfer gängiger Moralvorstellungen: Weil ihr Bordell als anstößig empfunden wird, werden sie gezwungen, das Tal des Himmels zu verlassen.
Steinbecks Interesse an Familiensagen, das in Jenseits von Eden seinen Höhepunkt findet, zeigt sich bereits hier; neben der Familie Munroe wird der Dynastiegedanke vor allem bei der Familie Whiteside erkennbar.

## Bedeutung des Werks
Das Tal des Himmels gilt als Grundstein für Steinbecks spätere Erzählungen. Es wird als Wegbereiter insbesondere für Von Mäusen und Menschen (1937), Früchte des Zorns (1939) und Jenseits von Eden (1952) angesehen, denn viele der in ihnen bearbeiteten Themen sind in Steinbecks Erstlingswerk schon angelegt: Ernüchterung, Entwurzelung, Zerstörung der Selbstwahrnehmung und Abneigung gegen bürgerliche Moralvorstellungen. Dem steht Steinbecks Sympathie für die einfachen Leute, die Unangepassten und die Unterdrückten gegenüber. Ein weiteres Kernthema seiner Werke ist die Suche des Menschen nach einem friedlichen Platz, der genug für das eigene Auskommen bietet: die Suche nach einem Garten Eden. Sie ist ein bestimmendes Motiv unter anderem in Von Mäusen und Menschen, in dem die Wanderarbeiter George und Lennie von einem „Anwesen“ träumen, das ihnen eine bessere Zukunft ermöglicht, daneben aber auch in Früchte des Zorns und Jenseits von Eden, in dem Adam Trask eine Farm im kalifornischen Salinas-Tal kauft und sie für sich, seine schwangere Frau Cathy und die nachfolgenden Generationen zu einem Garten Eden ausbauen will. Diesem Ansatz entspricht „das Tal des Himmels“, das u. a. für den spanischen Korporal, für Bert Munroe und die Richard und John Whiteside das Ende ihrer Suche bedeutet. Der englische Originaltitel The Pastures of Heaven (wörtlich: Die Weiden des Himmels) macht das deutlicher als der Titel der deutschsprachigen Übersetzung, denn Weiden können sinnbildlich für Fruchtbarkeit und Reichtum stehen.

## Ausgaben
Die amerikanische Erstveröffentlichung erfolgte im Frühherbst 1932 über das erst zwei Jahre zuvor gegründete New Yorker Verlagshaus Brewer Warren & Putnam (später: Harcourt, Brace & Co.). Auf dem deutschsprachigen Markt erschien das Buch – nach dem Erfolg von Steinbecks Jenseits von Eden – erstmals 1954 im Zürcher Arche Verlag in einer Übersetzung von Hans Ulrich Staub.

## Rezeption
Das Tal des Himmels bekam in den USA gute Kritiken.
Einige Kritiker erkennen deutliche Anleihen an Sherwood Anderson: Steinbecks Geschichten folgten der Tradition von Andersons grotesken Charakteren, die am Randbereich des Normalen existieren. Im Tal des Himmels präsentiere er „einen Idioten, zwei schwachsinnige Schwestern, einige chronisch Gescheiterte und einen gefühllosen Sohn, der am Ende einer Reihe ausgezeichneter Männer steht und seines Vaters Wunsch, er möge diese Linie fortsetzen, zerstört. Es gibt aber keine Herzlosigkeit in Steinbecks Buch: Er vergibt ihnen allen.“ Steinbecks „Faszination für das Abnormale“ wurde auch in späteren Jahren noch vielfach hervorgehoben.
Steinbecks Stil wurde im Kern gelobt: Die Darstellung der Personen sei angemessen, mitfühlend und unwiderstehlich. Ein reicher Strom an Leben fließe durch dieses Buch. Der Schreibstil sorge für angenehmes Lesen, auch wenn seine Schlichtheit stellenweise auffällig sei.
Die Literaturagentin Cyrilly Abels entdeckte deutliche strukturelle Ähnlichkeiten zu Contango (deutsch: Gewitterwind), einem zur gleichen Zeit erschienenen Roman des britischen Autors James Hilton, und zog Steinbecks Buch dem Hiltons vor, weil Steinbeck wegen seiner „offensichtlichen Unreife“ noch vielversprechender sei.